# جلی رول مورتون
جلی رول مورتون (انگلیسی: Jelly Roll Morton؛ زاده ۲۰ اکتبر ۱۸۹۰ درگذشته ۱۰ ژوئیهٔ ۱۹۴۱) یک موسیقی‌دان اهل ایالات متحده آمریکا بود.